# ColleMar-athon
La ColleMar-athon è una gara podistica internazionale sulla consueta distanza della maratona (42,195 km). Organizzata annualmente ogni prima domenica di maggio, copre un percorso che va da Barchi (Terre Roveresche) a Fano, nella provincia di Pesaro e Urbino.
La prima edizione si è tenuta il 4 maggio 2003; l'ultima, la ventesima, si è svolta il 5 maggio 2024.

## Percorso

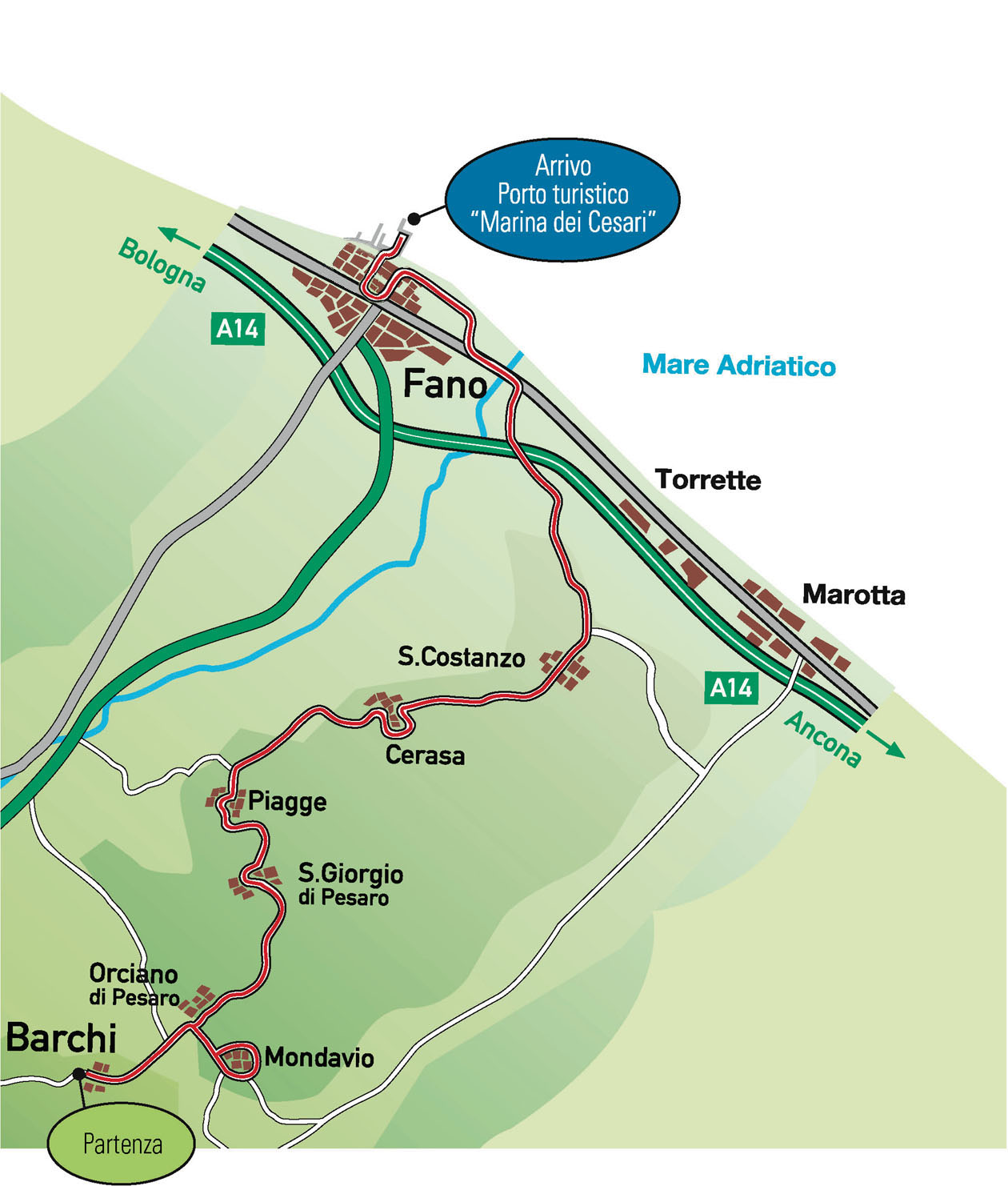
Il percorso della competizione.

L'origine del nome deriva dalla natura stessa del percorso: dai colli (320 m s.l.m.) al mare, attraversando i borghi fortificati di Mondavio, Orciano, San Giorgio, Piagge, Cerasa e San Costanzo.
Principali località attraversate e loro caratteristiche:
- La maratona prende il via da Barchi nel comune sparso di Terre Roveresche, piccolo centro risalente all'epoca romana divenuto cittadina rinascimentale, presso l'arco di Porta Nova;
- Al 5º km si incontra Mondavio, borgo rinascimentale con una possente cinta muraria e difeso dalla poderosa Rocca Roveresca;
- Al 7º km si torna nel comune di Terre Roveresche, attraversando il centro abitato di Orciano di Pesaro, caratterizzato dalle due Torri che si trovano nel centro storico;
- Dopo 12 km si gira intorno al Castello di San Giorgio di Pesaro, sempre all'interno del comune di Terre Roveresche;
- Al 16º chilometro si entra nel Castello di Piagge, ricostruito nel 1500 nel punto in cui sorgeva l'antico abitato romano di Lubacaria, distrutto nel 1227;
- Si esce quindi dal comune di Terre Roveresche (Barchi, Orciano, San Giorgio e Piagge) e si arriva alla "mezza", entrando nel Borgo di Cerasa, frazione del comune di San Costanzo;
- Successivamente, al 26º km si arriva a San Costanzo, con le sue mura Malatestiane e l'alta Torre Campanaria.
- Al 29º km inizia la discesa verso il Mare Adriatico; l'arrivo a Fano avviene transitando sul ponte sul fiume Metauro, teatro di una famosa battaglia nel 207 a.C. tra Romani e Cartaginesi. Dopo aver percorso il centro storico della cittadina ed attraversato il famoso Arco d'Augusto, si arriva al porto turistico di Marina dei Cesari, percorrendo tutta la darsena prima di tagliare il traguardo.

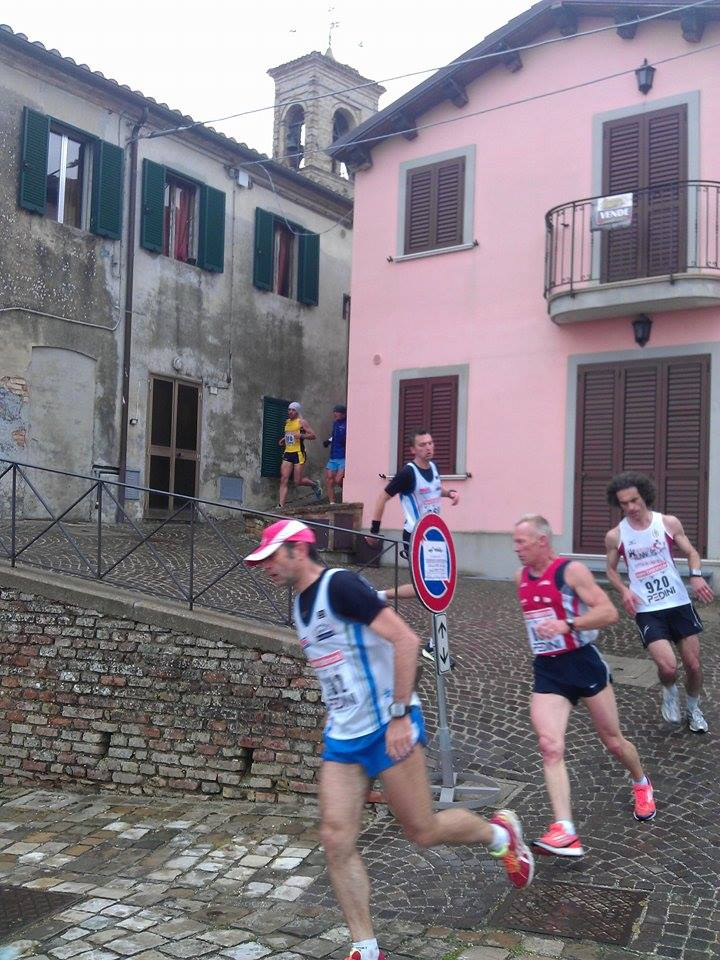
Passaggio dei primi atleti nel centro storico di Piagge (edizione 2014)

## Albo d'oro
Legenda:   Record della corsa
| Anno | Uomini                   | Nazionalità | Prestazione | Donne                    | Nazionalità | Prestazione |
| ---- | ------------------------ | ----------- | ----------- | ------------------------ | ----------- | ----------- |
| 2003 | Patrick Ndajsenga        | Burundi     | 2h 25' 37"  | Emanuela Berardi         | Italia      | 3h 09' 16"  |
| 2004 | Roberto Barbi            | Italia      | 2h 14' 59"  | Monica Casiraghi         | Italia      | 2h 55' 50"  |
| 2005 | Joshua Rop Kipchumba     | Kenya       | 2h 22' 04"  | Jane Kariuki Wambura     | Kenya       | 2h 46' 01"  |
| 2006 | Philemon Metto Kipkering | Kenya       | 2h 31' 33"  | Giovanna Cavalli         | Italia      | 3h 03' 40"  |
| 2007 | Roberto Barbi            | Italia      | 2h 21' 30"  | Daniela Vassalli         | Italia      | 3h 01' 55"  |
| 2008 | Joshua Rop Kipchumba     | Kenya       | 2h 22' 10"  | Monica Carlin            | Italia      | 2h 49' 03"  |
| 2009 | Philemon Metto Kipkering | Kenya       | 2h 26' 36"  | Ana Hecico               | Romania     | 2h 53' 17"  |
| 2010 | Kipchirchir Vincent      | Kenya       | 2h 22' 57"  | Emily Perpetua Chepkorir | Kenya       | 2h 55' 10"  |
| 2011 | Yego Solomon Kirwa       | Kenya       | 2h 18' 47"  | Marija Vrajic            | Croazia     | 2h 56' 10"  |
| 2012 | Joachim Nshimirimana     | Burundi     | 2h 19' 01"  | Marija Vrajic            | Croazia     | 2h 52' 11"  |
| 2013 | Biwott Nicodemus         | Kenya       | 2h 20' 07"  | Marija Vrajic            | Croazia     | 2h 59' 23"  |
| 2014 | Hicham Boufars           | Marocco     | 2h 19' 25"  | Marija Vrajic            | Croazia     | 2h 54' 41"  |
| 2015 | Zain Jaouad              | Marocco     | 2h 29' 31"  | Ilaria Aicardi           | Italia      | 2h 54' 13"  |
| 2016 | Andrea Gargamelli        | Italia      | 2h 33' 39"  | Ilaria Aicardi           | Italia      | 2h 58' 25"  |
| 2017 | Tariq Bamaarouf          | Marocco     | 2h 23' 58"  | Federica Moroni          | Italia      | 2h 53' 36"  |
| 2018 | Youness Zitouni          | Marocco     | 2h 27' 38"  | Simonetta Menestrina     | Italia      | 3h 06' 21"  |
| 2019 | Youness Zitouni          | Marocco     | 2h 39' 02"  | Asmae Ghizlane           | Marocco     | 2h 51' 08"  |
| 2020 |                          |             |             |                          |             |             |
| 2021 |                          |             |             |                          |             |             |
| 2022 | Youness Zitouni          | Marocco     | 2h 30' 59"  | Denise Tappatà           | Italia      | 2h 57' 11"  |
| 2023 | Youness Zitouni          | Marocco     | 2h 31' 03"  | Silvia Luna              | Italia      | 2h 51' 45"  |
| 2024 | Carmine Buccilli         | Italia      | 2h 27' 54"  | Marija Vrajic            | Croazia     | 3h 06' 08"  |